# خط کیسی اوشی‌آگه
خط کیسی اوشی‌آگه (به ژاپنی: 京成押上線, Keisei-Oshiage-sen) یک خط آهن وابسته به شرکت راه‌آهن کیسی در توکیو است.